# Robert Turnbull Macpherson
Robert Turnbull Macpherson (Dalkeith, 27 febbraio 1814 – Roma, 17 novembre 1872) è stato un fotografo scozzese.
Fu attivo a Roma, nel XIX secolo.

## Biografia
Robert Turnbull Macpherson nacque il 27 febbraio 1814 a Dalkeith, Scozia, nei pressi della città di Edimburgo. Sebbene l'amica di famiglia Margaret Oliphant lo nomina come stretto patente di Clan Macpherson chief Ewan Macpherson of Cluny e "the nearest male relative" del poeta James Macpherson, tuttavia queste relazioni rimangono non chiare. Nulla è noto circa l'infanzia di Macpherson's fino ai suoi studi in medicina all'Università di Edimburgo tra il 1831 e il 1835. Apparentemente egli non ha terminato gli studi in medicina, tuttavia proseguì gli studi alla Royal Scottish Academy di Edimburgo, dove espose dei ritratti tra il 1835 e il 1839. L''unico suo lavoro superstite di quest periodo è il Templar Knight at Roslin Chapel, un dipinto a olio datato 1836. Nel 1840 lasciò la Scozia per Roma.

## Prime esperienze a Roma
Durante i primi anni romani, Macpherson continuò a lavorare come pittore. Mentre esiste traccia di diversi lavori tra il 1840 e il 1845, solo uno è noto esser sopravvissuto da questo periodo di Macpherson a Roma—un grande dipinto della campagna romana, datato 1842.
Oltre all'attività di pittore, lavorò anche come mercante d'arte. La più importante acquisizione fu un grande panello scuro che ottenne nel 1846. Dopo aver pulito il pezzo, esso fu identificato come La deposizione di Cristo, un lavoro incompiuto di Michelangelo. Macpherson contrabbandò il dipinto fuori da Roma, e nel 1868 lo vendette alla National Gallery a Londra per £2000.
Nel 1847, Macpherson incontrò e si innamorò della diciassettenne Louisa Gerardine ("Geddie") Bate, che aveva viaggiato da Londra a Roma in compagnia di sua zia, la storica dell'arte Anna Jameson. Macpherson e la Bate continuarono la propria relazione anche dopo il ritorno di lei in Inghilterra, nonostante le obiezioni dei suoi parenti e di sua zia, e si sposarono nel settembre 1849, a Ealing.

## Fotografia

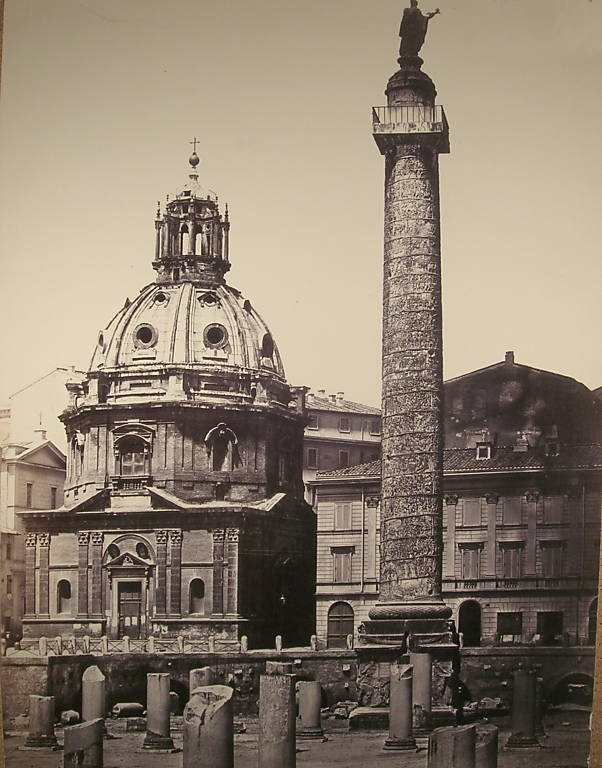
Foro di Traiano

Nel 1851, avendo fallito nella rincorsa alla fama come pittore, Macpherson si volse alla nuova forma d'arte della fotografia, usando albumina sulla lastra fotografica. Nel 1856 aveva sperimentato l'albumina al collodio, rendendo più semplice il trasporto dei dry plates. Egli usava tipicamente negativi di grande formato e lunghi tempi di esposizione per evidenziare con eccezionale dettaglio l'architettura romana, monumenti, rovine, paesaggi e sculture. Il suo lavoro evidenziò un'accurata composizione delle scene per catturare relazioni architettoniche tridimensionali sul mezzo fotografico bidimensionale. Macpherson enfatizzò gli aspetti artistici della fotografia, dichiarando nel 1863: "I remain a photographer to this day, without any feeling that by doing so I have abandoned art, or have in any way forfeited my claim to the title of artist."
All'inizio del decennio 1860, la carriera fotografica di Macpherson's era quasi allo zenith, con esposizioni a Edimburgo e a Londra. Il suo lavoro ricevette elogi dai critici, dal momento che "subjects chosen with fine taste and the pictures executed with skill and delicacy."
Macpherson fu il primo fotografo autorizzato a fotografare all'interno del Vaticano, e nel 1863 pubblicò Vatican Sculptures, Selected and Arranged in the Order in which they are Found in the Galleries, una guida su 125 sculture vaticane con xilografie elaborate da sua moglie a partire da sue fotografie.
Sebbene residente a Roma, Macpherson rimase un membro attivo della Photographic Society of Scotland. A ogni modo, il giornale The Scotsman scrisse nel suo elogio funebre che egli fu "the father of photography in the Eternal City [Rome]."

## Gli ultimi anni
Alla fine degli anni 1860 la fortuna di Macpherson's conobbe un declino. La sua salute si deteriorò a causa della malaria, e la crescente instabilità politica a Roma ridusse il flusso di turisti britannici, che costituivano la base principale dei suoi clienti. Allo stesso tempo, i progressi tecnici della fotografia portarono questo mezzo dall'appannaggio dei soli artisti al rango di commodity.
Robert Macpherson morì il 17 novembre 1872. Il suo funerale si tenne alla chiesa degli artisti di Santa Maria del Popolo a Roma, e fu sepolto al Campo Verano sebbene la sua tomba sia perduta. Gli sopravvisse sua moglie Gerardine e i figli William (che appare nei registri con il nome italianizzato in "Guglielmo"), Joseph ("Giuseppe"), Ada ("Aida"), e Francis or Frank ("Francesco").
Nel corso della sua carriera di fotografo, Macpherson annoverò 1.019 fotografie. Oggi, un numero significativo di queste si trova al George Eastman House, al J. Paul Getty Museum, al Courtauld Institute of Art, e alla British School at Rome. Altre collezioni minori sono dislocate ovunque nel mondo.